# 로이드 림블
로이드 림블(Lloyd Lamble, 1914년 2월 8일 ~ 2008년 3월 17일)은 오스트레일리아의 배우, 텔레비전 배우이다.
멜버른에서 태어났으며 시드니에서 사망하였다.

## 영화
- 더 네이키드 시빌 서번트 (1975년)
- 온 더 게임 (1974년) - 글래드스톤 역
- 크라운 코트 (1972년)
- Z 카스 (1962년)
- 더 퓨어 헬 오브 세인트 트리니안스 (1960년)
- 거대한 바다 괴물 (1959년)
- O.S.S. (1957년)
- 악마의 저주 (1957년)
- 존재한 적 없는 사나이 (1956년)